# Ilhas Chelbacheb
As Ilhas Chelbacheb são um pequeno arquipélago de 200 a 300 ilhas em Palau, entre as ilhas de Koror e Peleliu As ilhas são formadas por um recife de coral parcialmente submerso e são desabitadas, porém famosas por suas praias e bosques tropicais além do peculiar formato de suas ilhas.
O arquipélago se divide em sete grupos distribuídos de norte a sul:
- Ilhas Ulubsechel (6 km²);
- Ilhas Urukthapel ou Ngeruktabel (25 km²);
- Ilhas Ulong (0,08 km²);
- Ilhas Mecherchar (19 km²);
- Ilhas Ngerukeuid ou Setenta Ilhas (0,2 km²);
- Ilhas Ngemelis (0,9 km²);
- Ilhas Ngeroi (1,2 km²).

## Imagens

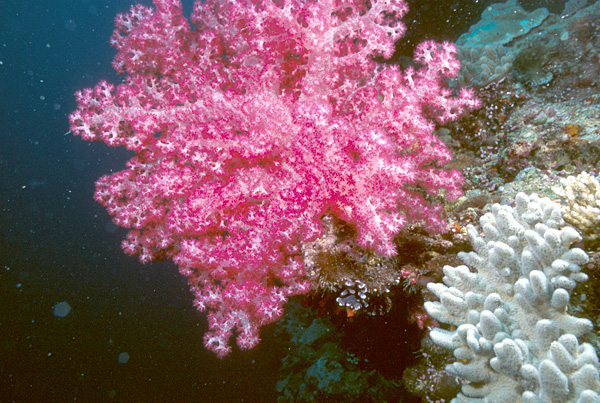
Corais que crescem em uma parede vertical
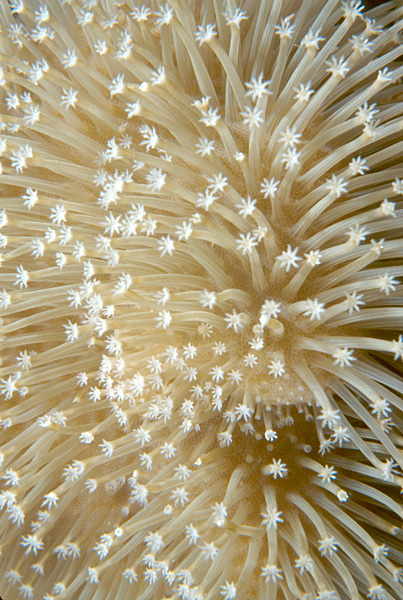
Detalhe de um coral
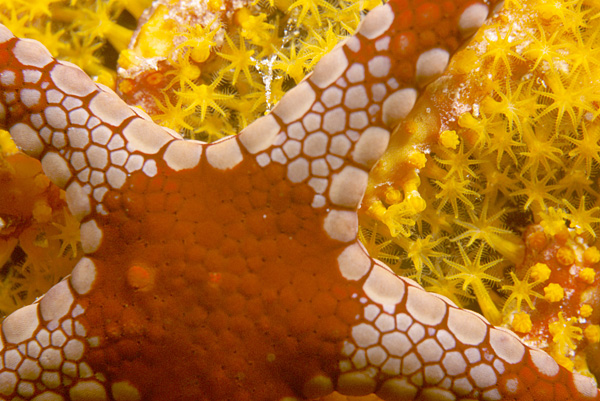
Estrela do mar
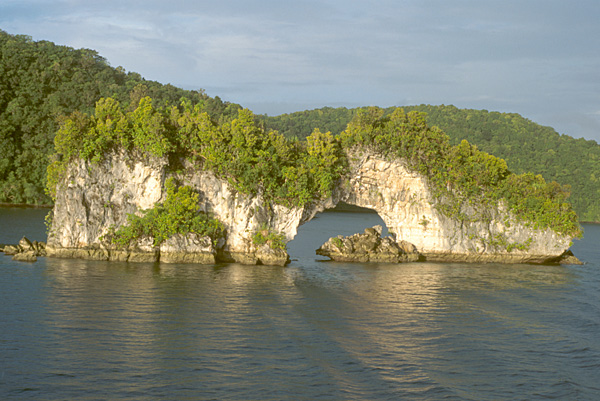
Uma das muitas ilhas rochosas

## UNESCO
A UNESCO inscreveu Lagoa Meridional das Ilhas Chelbacheb como Patrimônio Mundial por "possuirem um formato único de cogumelo tendo lagoas cor de turquesa nos arredores dos recifes de coral. A beleza estética é aumentada por um complexo sistema de corais com mais de 385 espécies diferentes."